# Allamanda puberula
Allamanda puberula är en oleanderväxtart som beskrevs av A. Dc.. Allamanda puberula ingår i släktet Allamanda och familjen oleanderväxter. Inga underarter finns listade i Catalogue of Life.